# Chaîne de Pagdanan
La chaîne de Pagdanan est une chaîne de montagnes des Philippines. Elle est située dans la province de Palawan et la région de Mimaropa, dans la partie sud-ouest du pays, à 500 km au sud de Manille, la capitale du pays.

## Géographie
La chaîne de Pagdanan a été désignée comme l'une des zones clés pour la biodiversité des Philippines. Elle comprend une forêt ancienne située entre les limites des municipalités de Roxas, San Vicente et Taytay. L'altitude maximale de la chaîne est de 701 m, la totalité de la zone étant donc couverte par une forêt de plaine et de basse montagne. Aucune de ces forêts n'est officiellement protégée ; cependant, en 2009, un plan de gestion intégrée a été préparé pour la réserve de biosphère de Palawan dans le cadre du réseau ECAN (Environmentally Critical Areas Network), qui vise à zoner l'île en fonction des différentes intensités d'activités humaines. De 1975 à 1993, les forêts de San Vicente, Taytay et Roxas ont été exploitées commercialement par Pagdanan Timber Products, qui visait principalement les espèces de feuillus de la famille des Dipterocarpaceae. Cette exploitation a réduit la superficie et la qualité des forêts de la chaîne de Pagdanan de façon significative. Roxas et Taytay sont considérés comme des points chauds de l'exploitation forestière illégale à Palawan.

## Flore
L'espèce d'arbres conifères Podocarpus palawanensis est endémique de cette chaîne, dans un habitat type à 40 m d'altitude.